# Труккаццано
Труккаццано (итал. Truccazzano) — коммуна в Италии, в провинции Милан области Ломбардия.
Население составляет 4353 человека, плотность населения составляет 198 чел./км². Занимает площадь 22 км². Почтовый индекс — 20060. Телефонный код — 02.
Покровителями коммуны почитаются Пресвятая Богородица (Madonna di Rezzano), празднование во второе воскресение мая, и святой архангел Божий Михаил, празднование 29 сентября.